# 8638-as mellékút (Magyarország)
A 8638-as számú mellékút egy nagyjából 20,5 kilométer hosszú, négy számjegyű országos közút Vas vármegye területén; Acsád községet köti össze egyrészt Szombathely vonzáskörzetével, másrészt Csepreg városával.

## Nyomvonala
A 8639-es útból ágazik ki, annak majdnem pontosan a 3+500-as kilométerszelvényénél, Söpte belterületének déli szélén. Kelet-északkelet felé indul, Gábor Áron utca néven, majd délkeletnek fordul és a Petőfi Sándor utca nevet veszi fel. Mintegy 800 méter után visszatér a kezdeti irányához, a Dózsa György utca nevet viselve, így lép ki a község belterületéről, nagyjából 1,3 kilométer megtételét követően.
A 2. kilométerétől Salköveskút határai között folytatódik, a község nyugati szélét 3,8 kilométer után éri el, ugyanott ágazik ki belőle a 86 325-ös számú mellékút délkeleti irányban, Vassurány felé. Alig több mint 300 méter után az út éles kanyart vesz észak-északnyugat felé, ott egyúttal egy újabb elágazása következik: a 86 118-as számú mellékút ágazik ki belőle, mely amellett, hogy végigvezet Vassurányon, a Sopron–Szombathely-vasútvonal Salköveskút-Vassurány megállóhelyét is kiszolgálja. Salköveskút északnyugati szélét elérve az útnak még egy iránytörése, és egyben egy újabb elágazása következik: ott visszatér az északkeleti irányhoz, északnyugat felé pedig a 8643-as út ágazik ki belőle, ez a szomszédos Vasasszonyfával köti össze.
Nagyjából az 5. kilométere körül az út elhagyja Salköveskút utolsó házait, de még jó darabig a község területén folytatódik, 8,3 kilométer után lép csak Acsád területére. A belterület délkeleti széle mellett, a 8+650-es kilométerszelvénye táján torkollik bele a 8635-ös út – ott még a Szombathelyi utca, majd a Petőfi utca nevet viseli –, a 9. kilométere után pedig eléri a falu fő látnivalójának tekinthető Szegedy-kastély épületegyüttesét; ott Semmelveis utca néven húzódik. A kastély térségétől északra éri el a mai község központját, a neve itt Béke utcára változik. Utolsó nagyobb itteni elágazását 9,7 kilométer után éri el: ott a 8636-os út ágazik ki belőle nyugat felém Kőszeg irányába, az út pedig keleti irányban hagyja el Acsád lakott területét.
Körülbelül a 13. kilométerénél éri el az út Csepreg határát, egy darabig a határvonalat követi, de nem sokkal ezután teljesen be is lép a város területére. A 14+250-es kilométerszelvénye közelében, majd bő másfél kilométerrel arrébb kétszer is keresztezi a Sopron–Szombathely-vasútvonal vágányait, a jelenlegi állapotában mindkét helyen nyílt vágányi szakaszon, de régebben az előbbi keresztezés mellett még Gór megállóhely üzemelt – igaz, a névadó településtől mindig is távol feküdt, és csak önkormányzati úton volt elérhető. Közben – a második sínkeresztezéshez lényegesen közelebb – beletorkollik északkelet felől a 8637-es út, mely Bükkel köti össze.
19 kilométer után éri el Csepreg lakott területének déli szélét, ahol előbb a Dózsa utca, majd a Kossuth Lajos utca nevet veszi fel. Így is ér véget, a város központjában, visszatorkollva a 8639-es útba, annak a 18+650-es kilométerszelvénye közelében (és alig pár lépésre onnan, ahol a 8639-es maga is véget ér, becsatlakozva a 8624-es útba.
Teljes hossza, az országos közutak térképes nyilvántartását szolgáló kira.gov.hu adatbázisa szerint 20,533 kilométer.

## Képgaléria

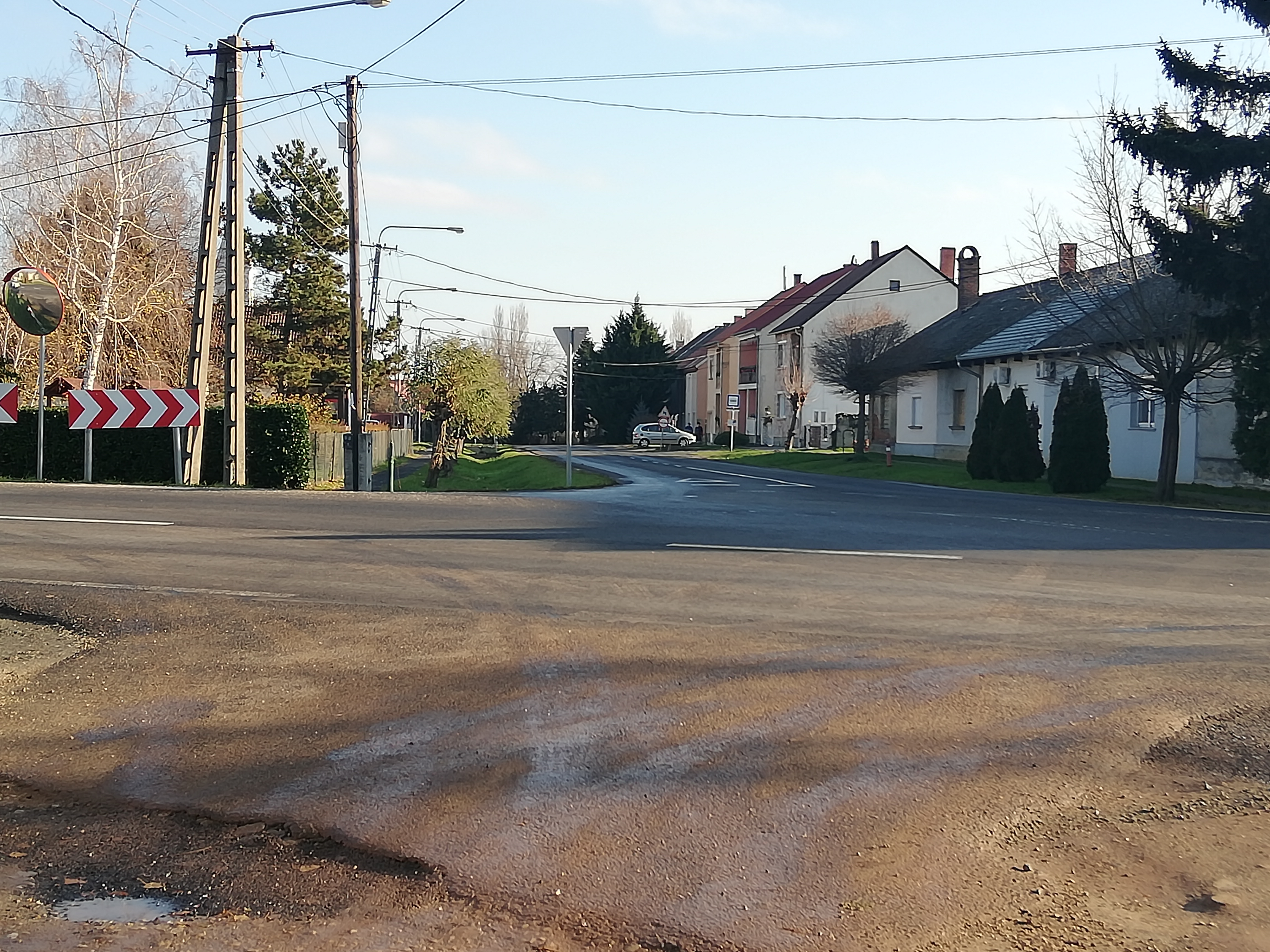
Kiágazása a 8639-es útból Söpte déli részén
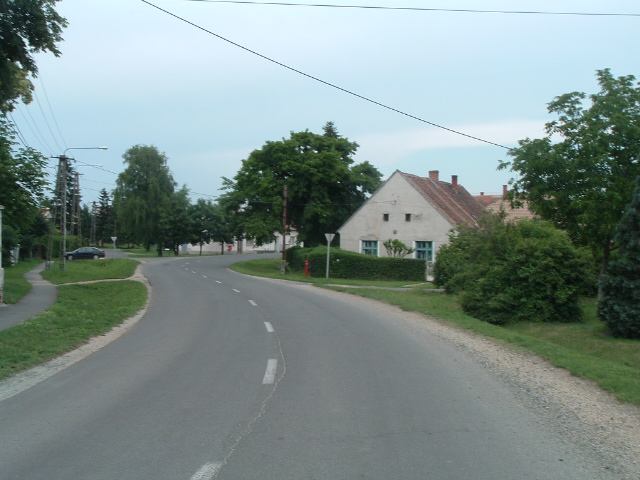
Söptei szakasza (Gábor Áron utca) északkelet felé nézve
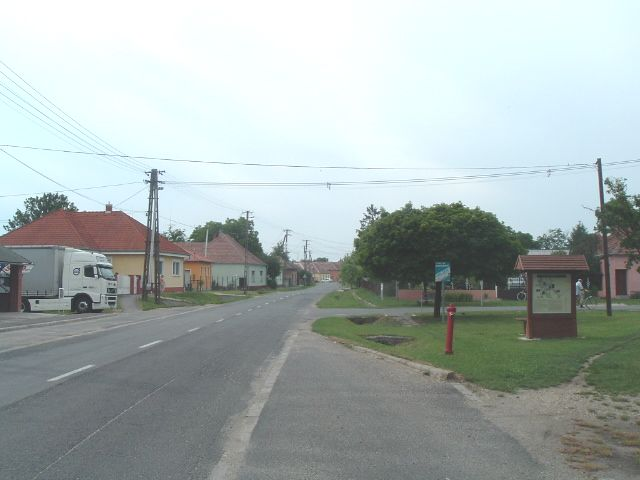
Salköveskút központjában, észak felé nézve
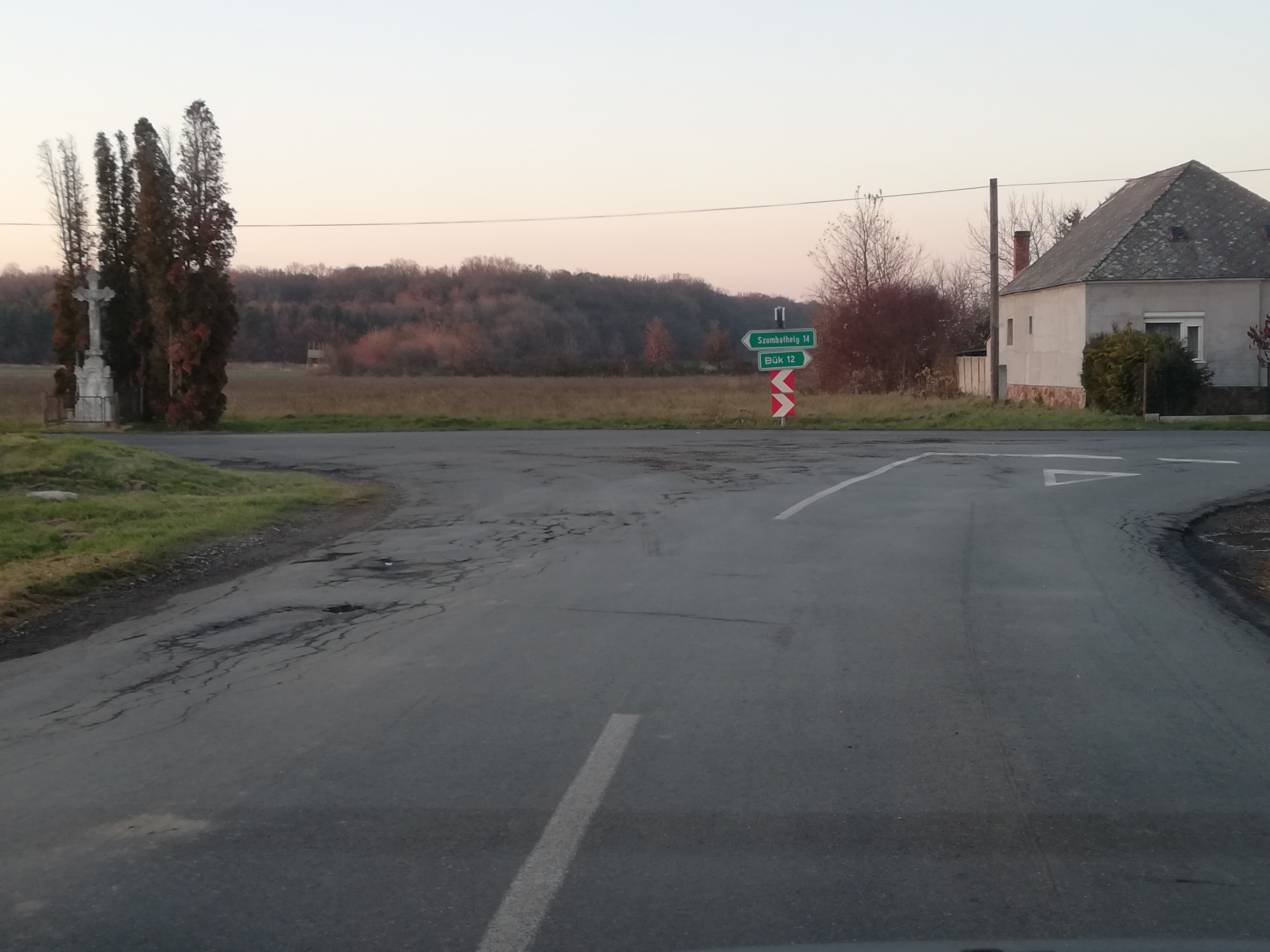
A 8635-os út betorkollása Acsád déli szélén
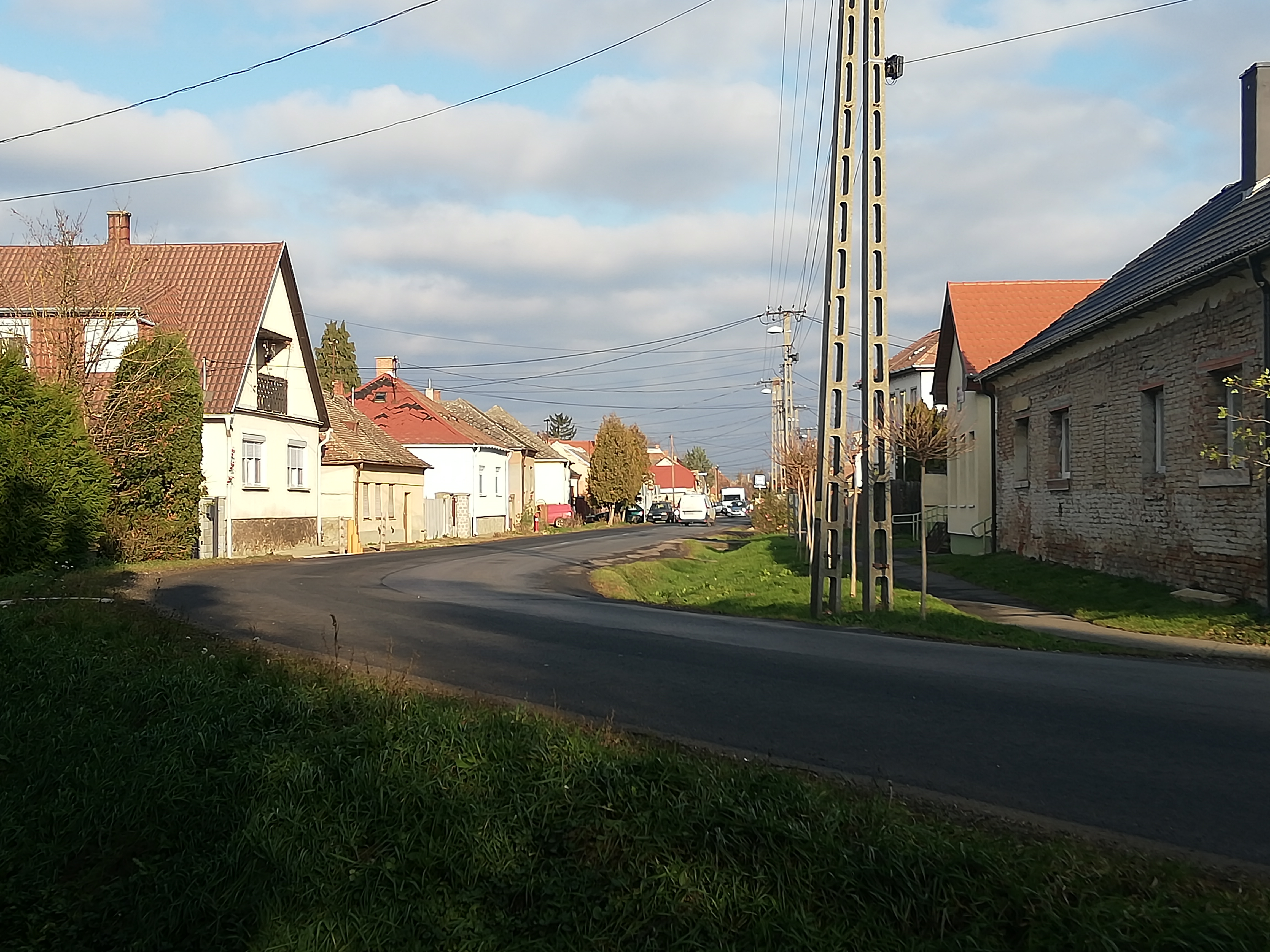
Az út Acsád központjában
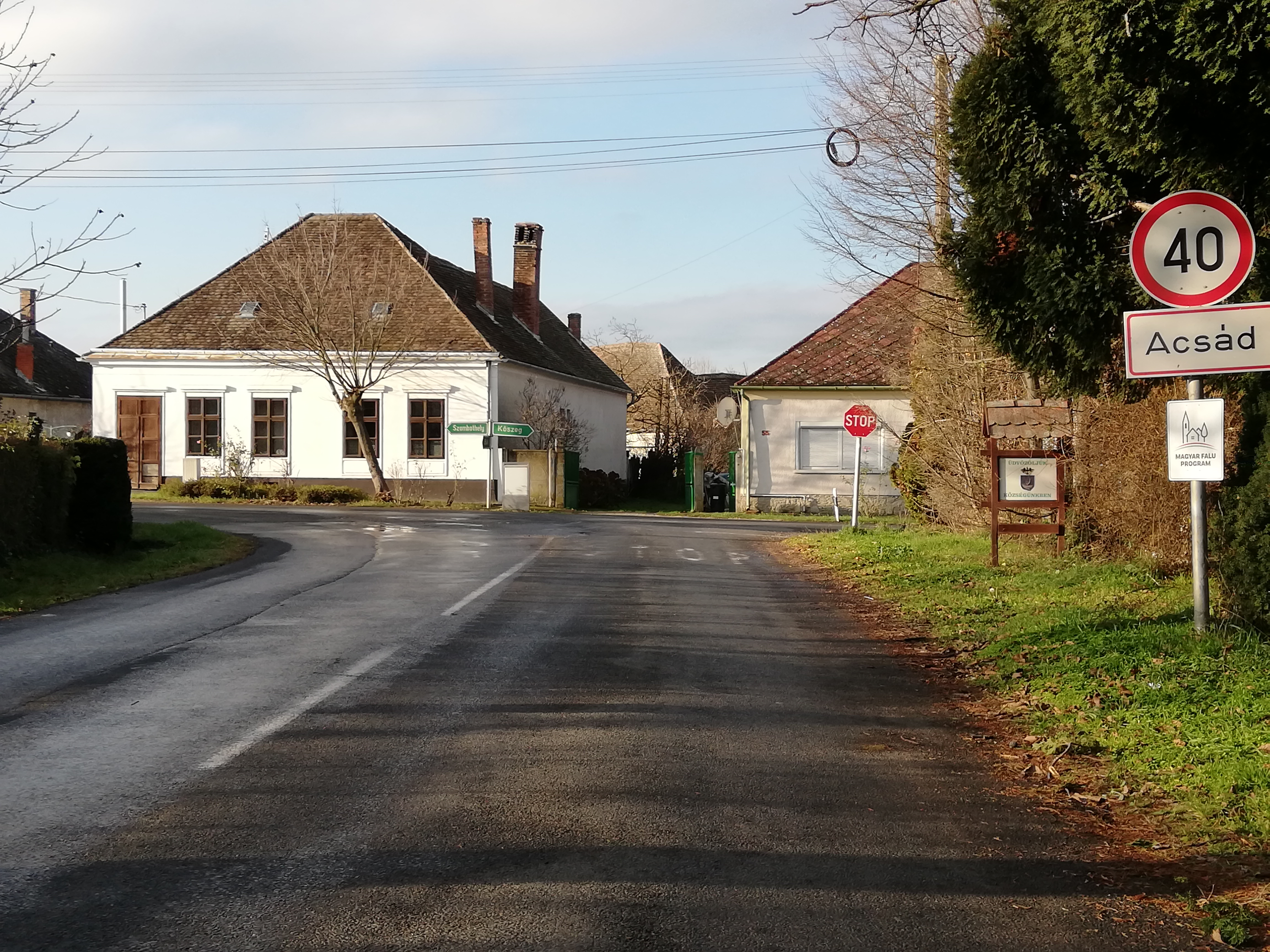
A 8636-os út kiágazása (jobb felé) Acsádon
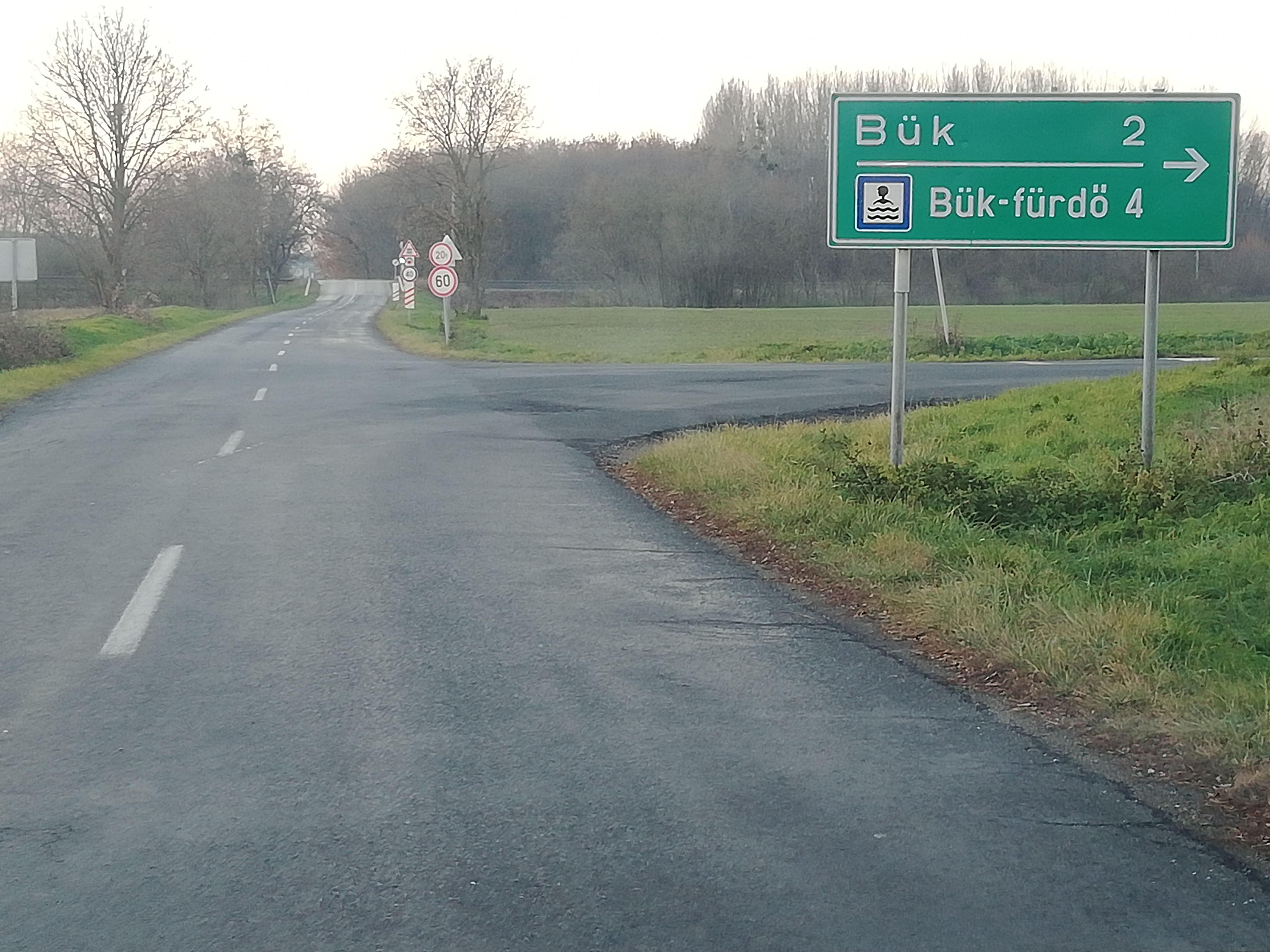
A 8637-es út betorkollása (jobb felől) Acsád felől nézve
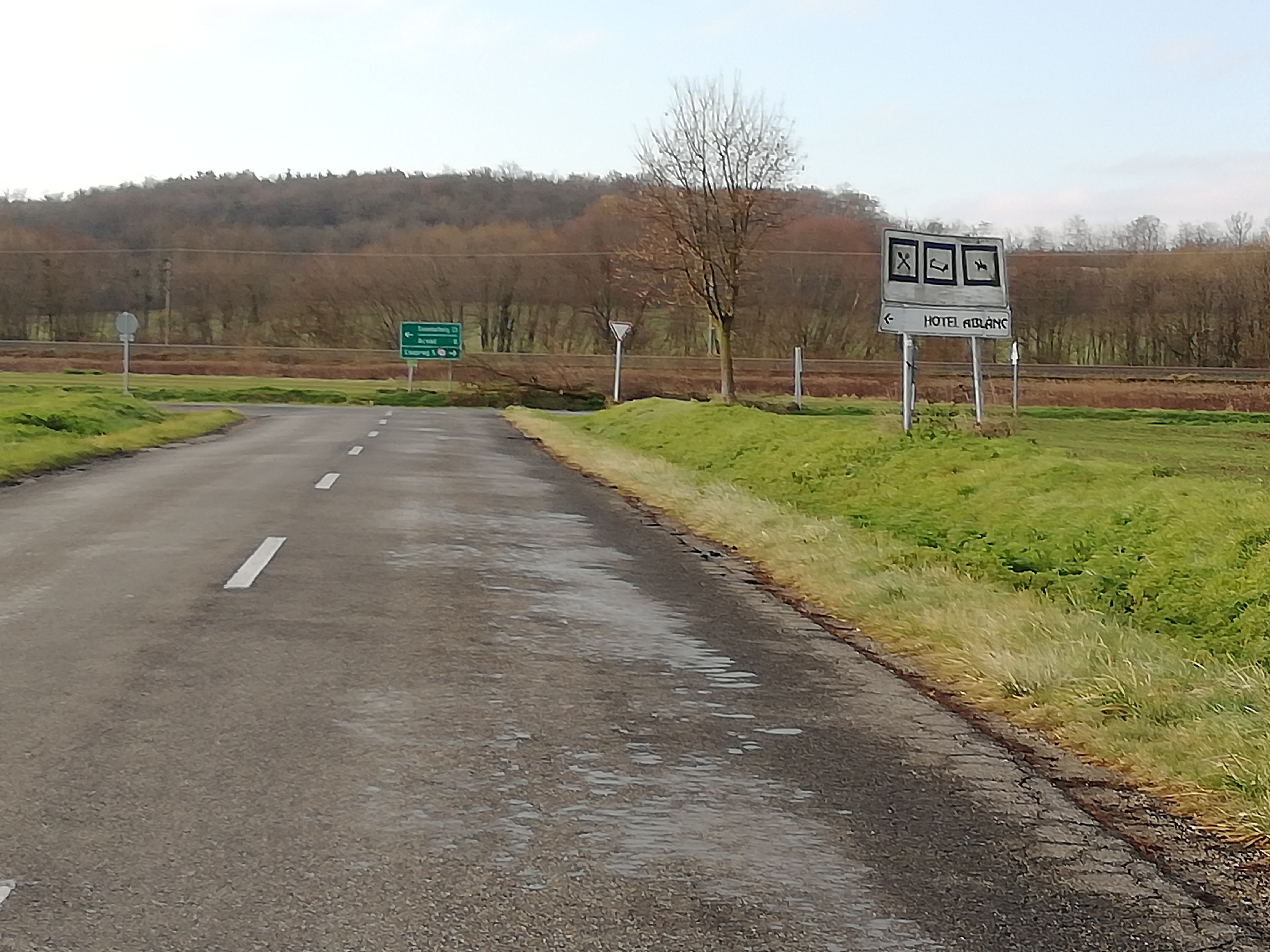
A 8637-es út betorkollása Bük felől nézve
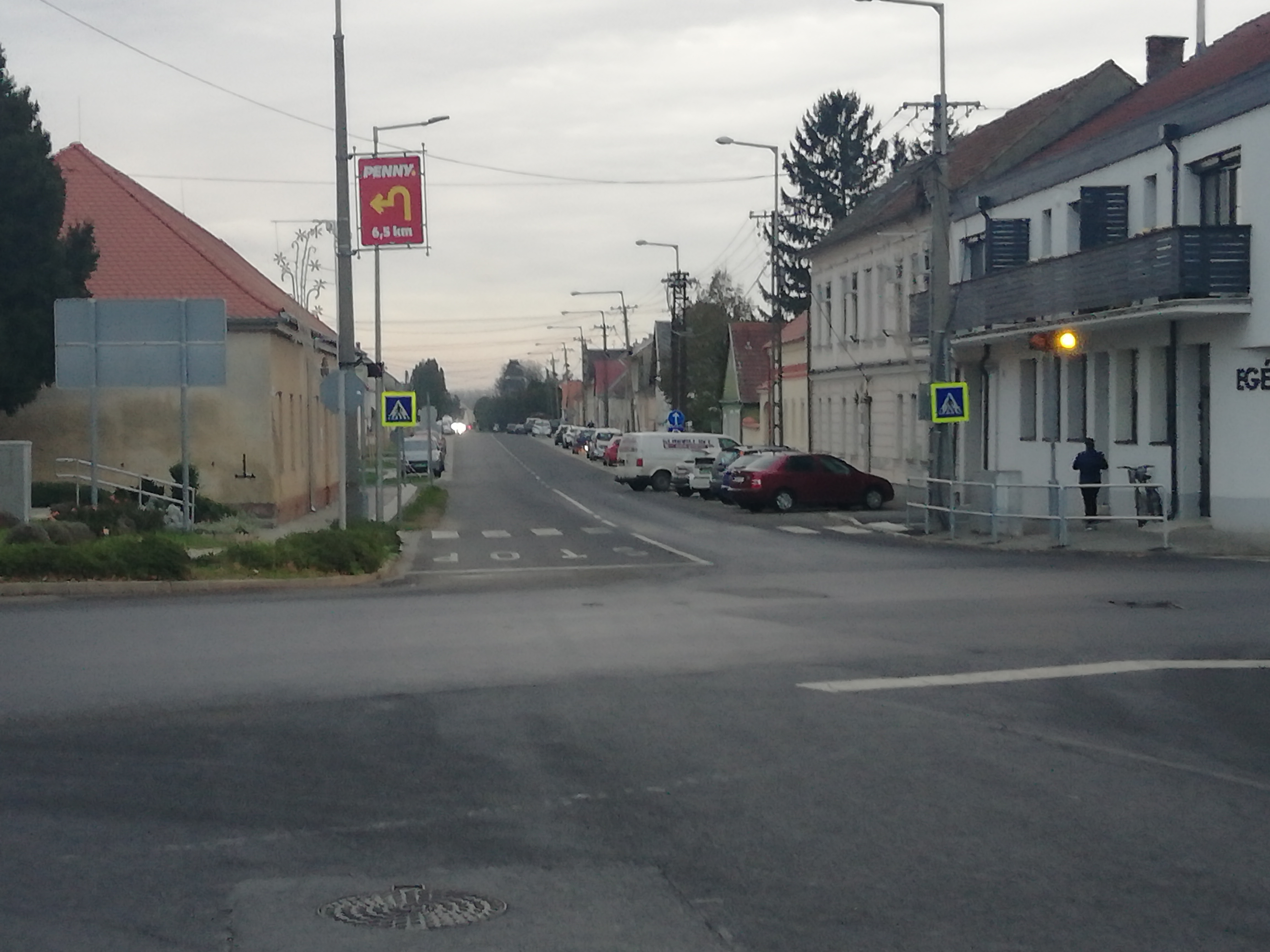
Az út végpontja Csepregen
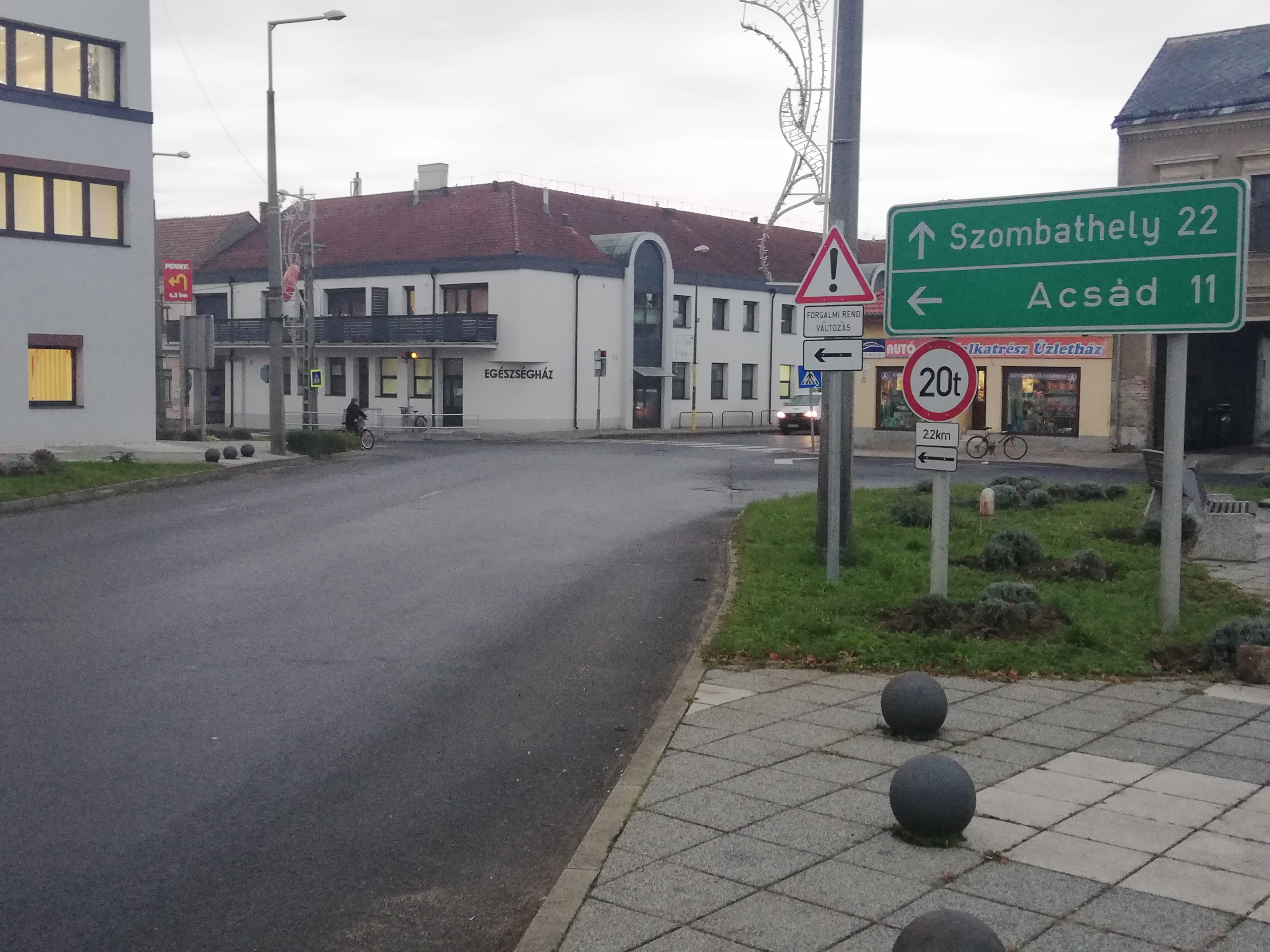
Betorkollása (bal felől) a 8639-esbe Csepreg központjában

## Települések az út mentén
- Söpte
- Salköveskút
- Acsád
- Csepreg